# Ferrato de potasio
El ferrato de potasio es el compuesto químico con la fórmula K2FeO4. Esta sal púrpura es paramagnética y es un raro ejemplo de un compuesto de hierro (VI). En la mayoría de sus compuestos, el hierro tiene el estado de oxidación +2 o +3 (Fe2+ o Fe3+). Como reflejo de su alto estado de oxidación, el FeO42− es un poderoso agente oxidante.

## Historia
Georg Ernst Stahl (1660-1734) descubrió por primera vez el residuo que se formaba al combustionar una mezcla de nitrato de potasio (salitre) y polvo de hierro disuelto en agua para dar una disolución púrpura. Edmond Frémy (1814-1894) descubrió más tarde que la fusión de hidróxido de potasio y óxido de hierro (III) en contacto con el aire producía un compuesto que era soluble en agua:
{\displaystyle {\ce {8 KOH + 2 Fe2O3 + 3 O2 -> 4 K2FeO4 + 4 H2O}}}

## Síntesis
Para su síntesis en el laboratorio, una disolución de hidróxido de sodio se convierte primero en hipoclorito por oxidación con cloro gaseoso. A continuación, se hace reaccionar con una disolución de nitrato de hierro (III) y la disolución de ferrato (VI) obtenida se satura con hidróxido de sodio. El ferrato de potasio finalmente se precipita de esta disolución con una disolución concentrada de hidróxido de potasio. El compuesto se puede obtener con una pureza > 98% por reprecipitación a partir de una disolución concentrada de hidróxido de potasio:
{\displaystyle {\ce {2 NaOH + Cl2 -> NaCl + NaOCl + H2O}}}
{\displaystyle {\ce {3 NaOCl + 2 Fe(NO3)3 * 9 H2O + 10 NaOH -> 2 Na2FeO4 + 6 NaNO3 + 3 NaCl + 23 H2O}}}
{\displaystyle {\ce {Na2FeO4 + 2 KOH -> K2FeO4 + 2 NaOH}}}
Otros métodos usan peroxodisulfato de potasio en lugar de cloro como agente oxidante o prescinden del uso de agentes oxidantes químicos y usan electrólisis para esto.

## Estructura química
La sal es isoestructural (o isomórfica) con el K2MnO4, K2SO4 y K2CrO4. El sólido consta de K+ y el anión tetraédrico FeO42−, con distancias Fe-O de 1,66 Å. También se conoce la sal de bario poco soluble, BaFeO4. El ferrato de potasio cristaliza en una estructura cristalina ortorrómbica.

## Propiedades
La principal dificultad con el uso de K2FeO4 es que a menudo es demasiado reactivo, como lo indica el hecho de que se descompone en contacto con el agua, especialmente en agua ácida:
{\displaystyle {\ce {4 K2FeO4 + 4 H2O -> 3 O2 + 2 Fe2O3 + 8 KOH}}}
A pH alto, las disoluciones acuosas son estables. Las disoluciones de color púrpura oscuro son similares en apariencia al permanganato de potasio (KMnO4). Es un agente oxidante más fuerte que este último. Como sólido seco, K2FeO4 es estable.
Debido a que los productos secundarios de sus reacciones redox son óxidos de hierro similares a la herrumbre, el K2FeO4 se ha descrito como un "oxidante verde". Se ha empleado en el tratamiento de aguas residuales como oxidante de contaminantes orgánicos y como biocida. Convenientemente, el producto de reacción resultante es oxihidróxido de hierro (III), un excelente floculante. En síntesis orgánica, el K2FeO4 oxida alcoholes primarios. Por el contrario, los oxidantes relacionados, como el cromato, se consideran peligrosos para el medio ambiente.